# St. Suitbertus (Solingen-Höhscheid)
Die römisch-katholische St.-Suitbertus-Kirche befindet sich im Solinger Stadtteil Höhscheid. Sie ist die Pfarrkirche des Seelsorgebereiches Solingen-Süd im
Stadtdekanat Solingen des Erzbistums Köln.

## Geschichte
Die Kirche entstand 1901 nach Plänen von Heinrich Krings als neuromanischer Teilbau inmitten des südwestlichen Teils der Mutterpfarrei St. Clemens, oberhalb des Pilghauser Bachtals in der Hofschaft Weeg. Im gleichen Stil wurde im Jahre 1930 der quadratische Turm angebaut. In den Jahren 1962 bis 1964 erfolgte die Erweiterung um den Altarraum mit Querschiffen und Sakristei nach Plänen des Architekten Josef Lehmbrock, zu Beginn der 1980er Jahre erfuhr die Kirche eine teilweise Restaurierung.
Am ersten Fastensonntag des Jahres 1965 traten die ersten Reformen der Liturgie in Kraft. So wurde ermöglicht, dass der Priester sich bei der Feier der Heiligen Messe der Gemeinde zuwandte. Die feierliche Altarweihe durch den Bischof wurde indes immer weiter aufgeschoben, da befürchtet wurde, es könnten weitere Änderungen notwendig werden. Anlässlich des 100. Jahrestages der Errichtung der kanonischen Pfarrei und des 105-jährigen Bestehens des Kirchenchors Cäcilia Weeg wurde am 21. Mai 2005 die bischöfliche Konsekration des Altars durch den Erzbischof von Köln, Joachim Kardinal Meisner, im Rahmen eines Pontifikalamtes vorgenommen.

## Beschreibung

### Architektur
Das Kirchengebäude ist 35 Meter lang und 17 Meter breit; die Dachhöhe beträgt 20 Meter. Der quadratische Turm ist 36 Meter hoch. Statt der üblichen Spitze wurde ein 7,5 Meter hoher kupferverkleideter Helm von durchbrochenem Holzwerk montiert, der später durch ein schlichtes Pyramidendach ersetzt wurde. Den Schluss bildet ein drei Meter hohes Kreuz. Vier Stahlglocken läuten zum Gottesdienst. Über das gesamte Gotteshaus zieht sich ein weitläufiges, in Holz ausgeschlagenes Dach. Der alte Kreuzweg im frommen Stil des 19. Jahrhunderts wurde restauriert.

### Fenster
Die ehemaligen Außenfenster sind als Lichtöffnungen in den Raum einbezogen worden, weitere farbige Bleiglasfenster aus den 1960er Jahren an den Seiten des Kirchenschiffes zeigen auf der rechten Seite die Sakramente und stellen links das Glaubensbekenntnis dar. Pfarrer Willy van Deursen ließ 1991 und 1993 spendenfinanzierte Fenster mit dem guten Hirten bzw. der Aussendung der Jünger aus jeweils vier Segmenten im linken bzw. rechten Altarraum einsetzen. Eine bayrische Glashütte schuf besonders farbintensive, mundgeblasene Spezialgläser.

### Altarraum
Den schwarzen sich vor der ausladenden Wand in der Mittelachse des Querschiffs erhebenden Steinaltar samt Altarraum gestaltete der Solinger Bildhauer Henryk Dywan. Als dies im Jahre 1964 geschah, stand die Liturgiereform des zweiten Vatikanischen Konzils noch bevor. So war im Raumkonzept kein eigener Platz für den Ambo und den Priestersitz vorgesehen. Ein Stifter ermöglichte die Schaffung eines neuen Ambo mit den vier Evangelistensymbolen und eine um eine Stufe erhöhte Priestersitzgruppe neben dem Tabernakel. Die Figur des Pfarrpatrons, des heiligen Bischofes Suitbertus, steht neben dem Taufstein.

### Marienkapelle
Vor einem Kruzifix neben einer Madonna mit dem Jesuskind befindet sich die Marienkapelle. Hier fand ein Fenster der Schutzmantelmadonna seinen Platz, die Stiftung eines nach Amerika ausgewanderten ehemaligen Pfarrangehörigen.

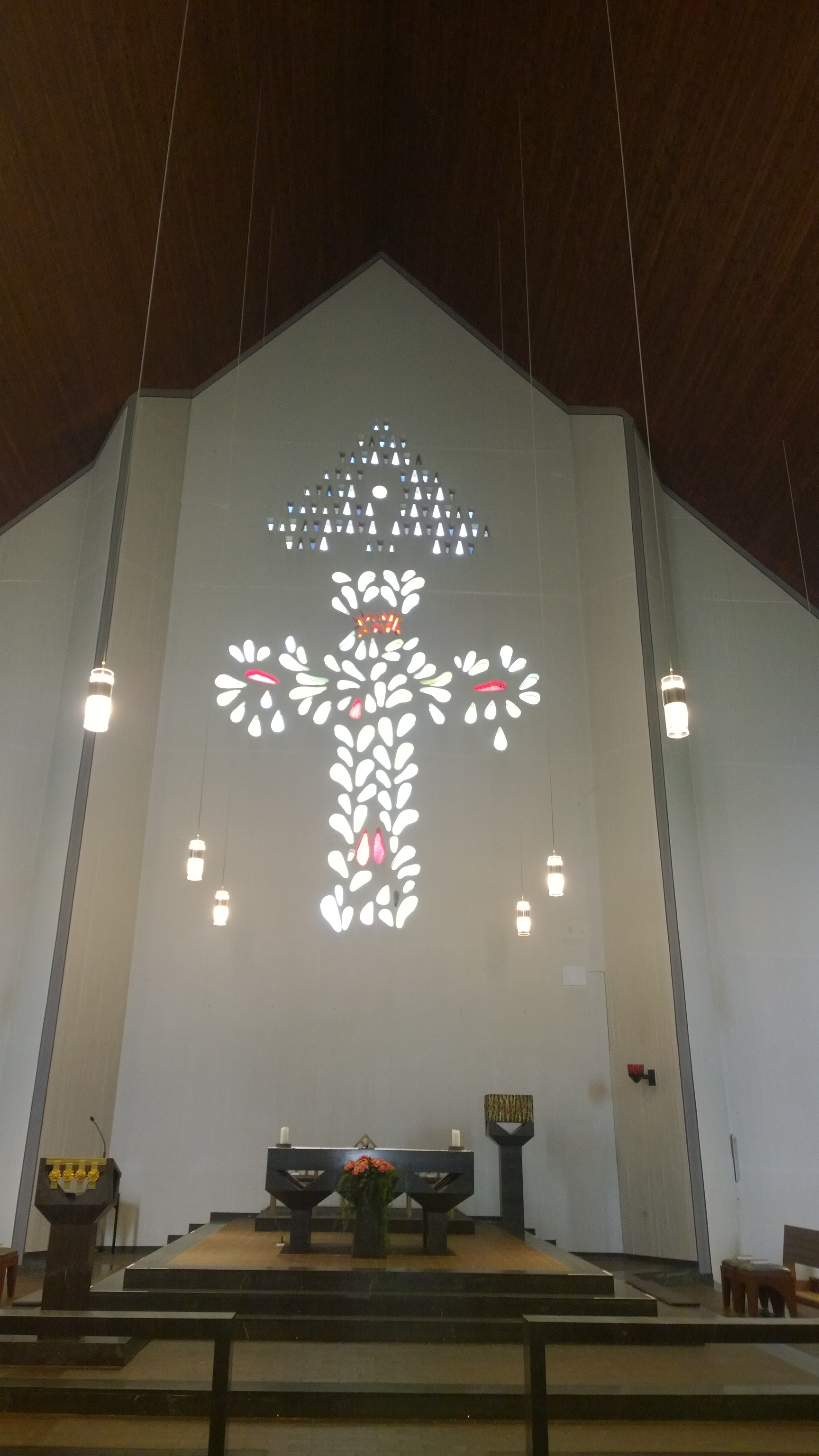
Altarraum
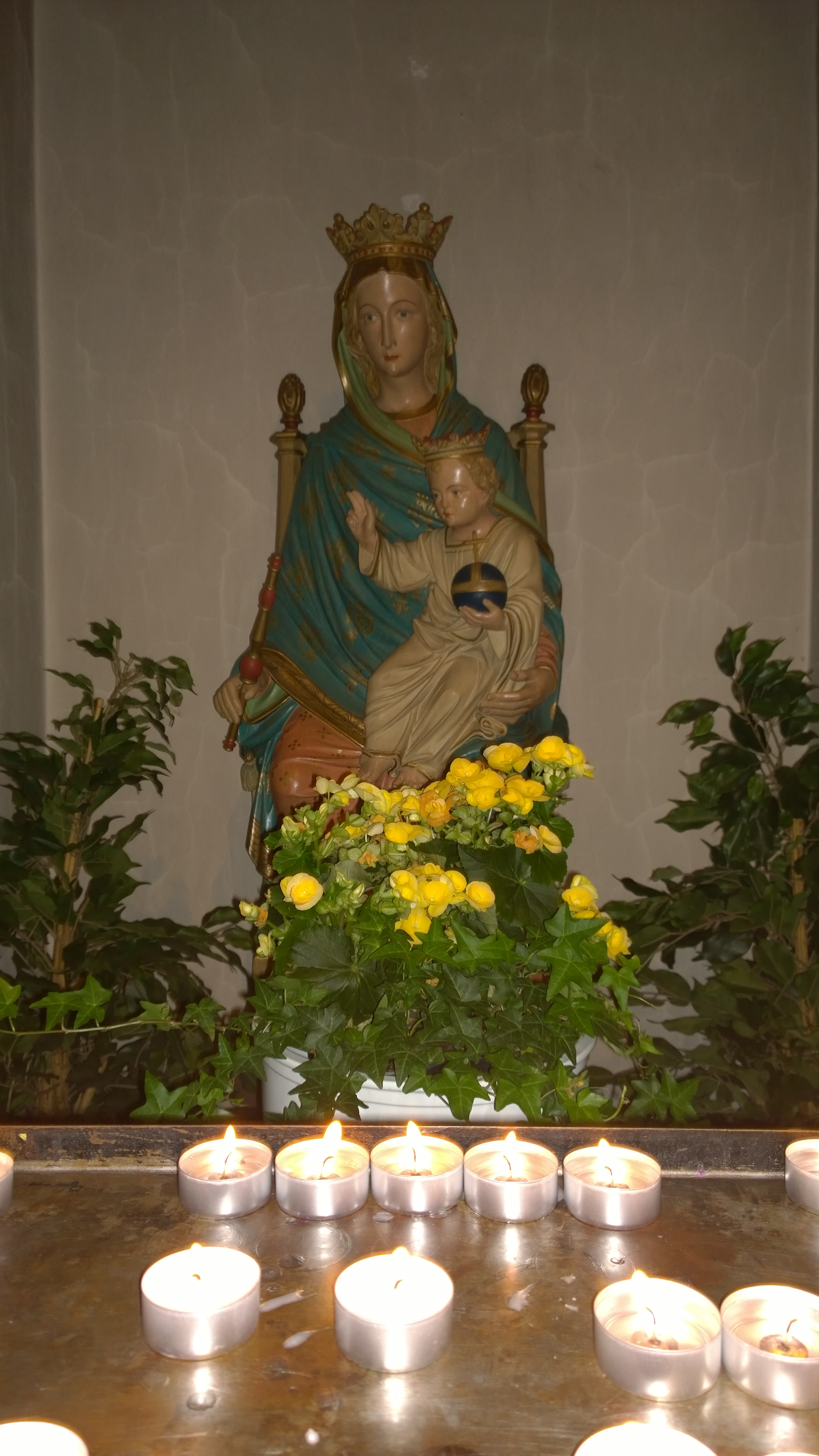
Marienkapelle

## Orgel
Die erste Orgel wurde im Jahre 1906 durch die Firma Hans Klais erbaut und besaß 8 Register. Im Jahre 1949 wurde unter Verwendung gebrauchter Teile eine größere Orgel durch den Limburger Orgelbauer Wagenbach erbaut, 1965 um sechs Register und 1983 um weitere acht Register auf insgesamt 24 Register zuzüglich drei Extensionen erweitert.
| I Hauptwerk C–g3 |                 |    |
| 1.               | Prinzipal       | 8′ |
| 2.               | Rohrflöte       | 8′ |
| 3.               | Quintadena      | 8′ |
| 4.               | Oktave          | 4′ |
| 5.               | Blockflöte      | 4′ |
| 6.               | Nachthorn       | 2′ |
| 7.               | Sesquialtera II |    |
| 8.               | Mixtur IV       |    |
| 9.               | Trompete        | 8′ |

| II Positiv C–g3 |               |       |
| 10.             | Offenflöte    | 08′   |
| 11.             | Gedackt       | 08′   |
| 12.             | Salizional    | 08′   |
| 13.             | Prinzipal     | 04′   |
| 14.             | Traversflöte  | 04′   |
| 15.             | Prinzipal     | 02′   |
| 16.             | Spitzquinte   | 1 ⁄3′ |
| 17.             | Scharff IV    |       |
| 18.             | Englisch Horn | 16′   |
| 19.             | Oboe          | 08′   |
| 20.             | Krummhorn     | 08′   |
|                 | Tremulant     |       |

| Pedal C–f1 |                           |       |
| 21.        | Subbass                   | 16′   |
| 22.        | Prinzipalbass             | 08′   |
| 23.        | Gedecktbass (Ext. Nr. 21) | 08′   |
| 24.        | Bassflöte (Ext. Nr. 21)   | 04′   |
| 25.        | Choralbass IV             | 2 ⁄3′ |
| 26.        | Posaune                   | 16′   |
| 27.        | Trompete (Ext. Nr. 26)    | 08′   |

- Koppeln: II/I, I/P, II/P

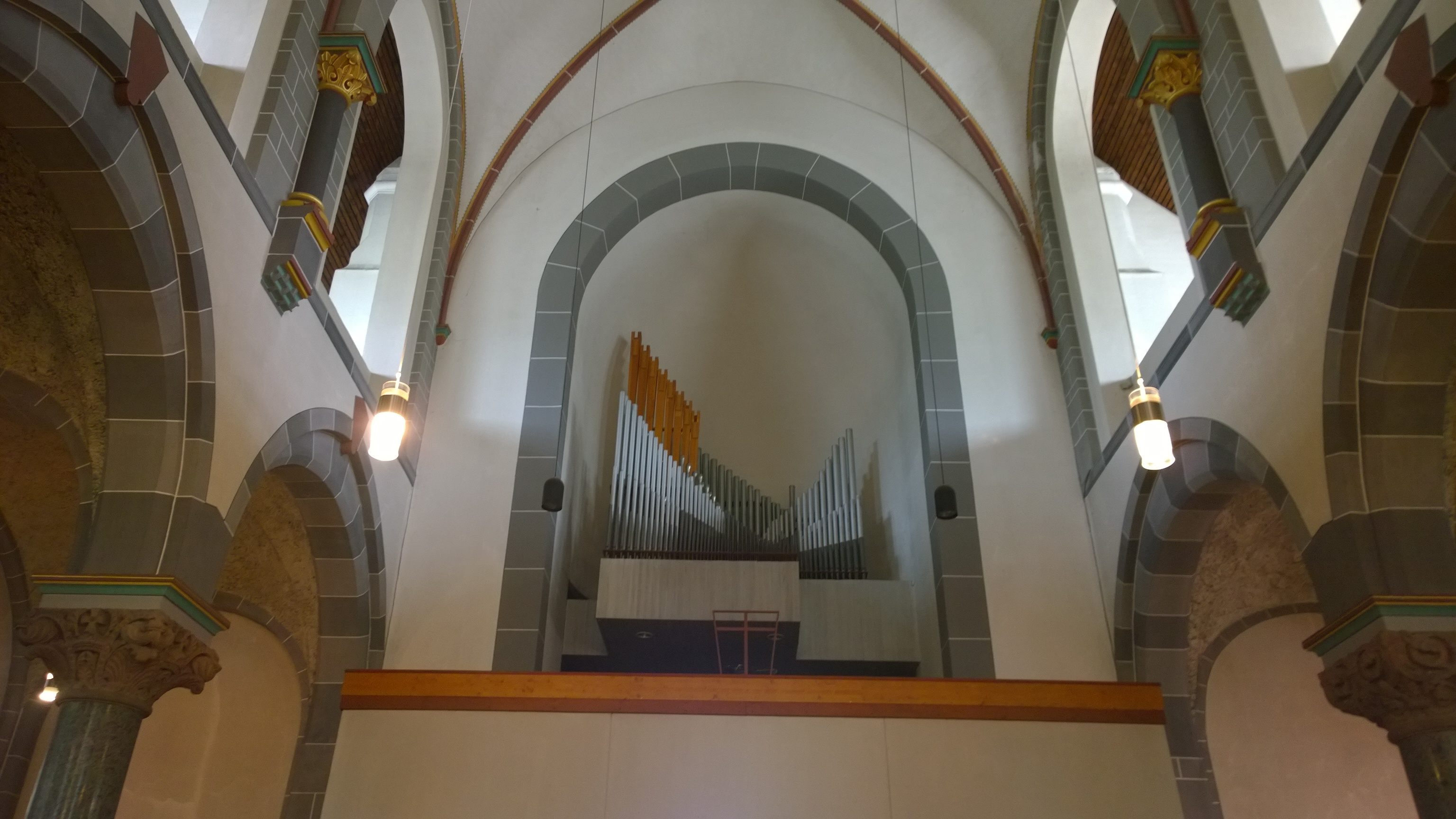
Orgel im Zustand bis 2022

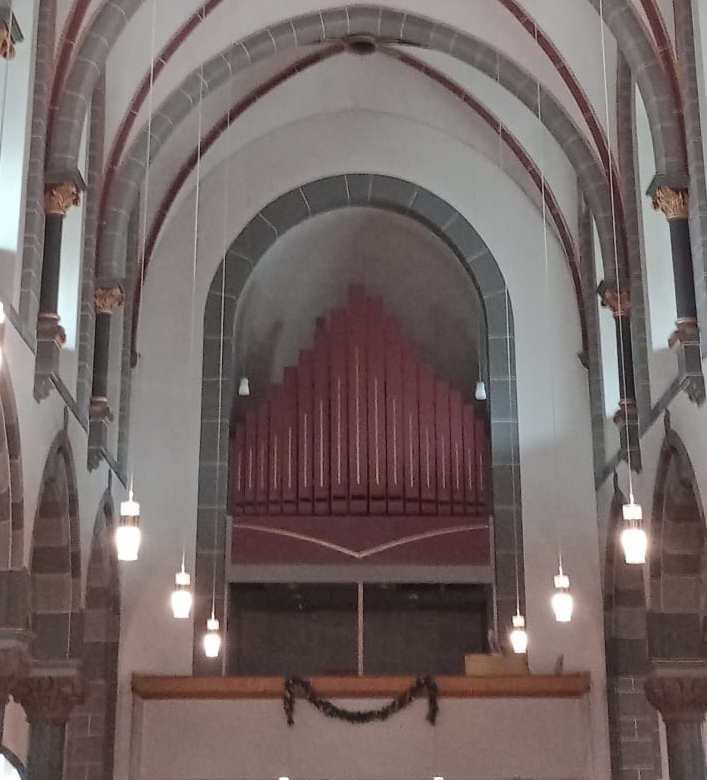
Gaida-Orgel (2023)

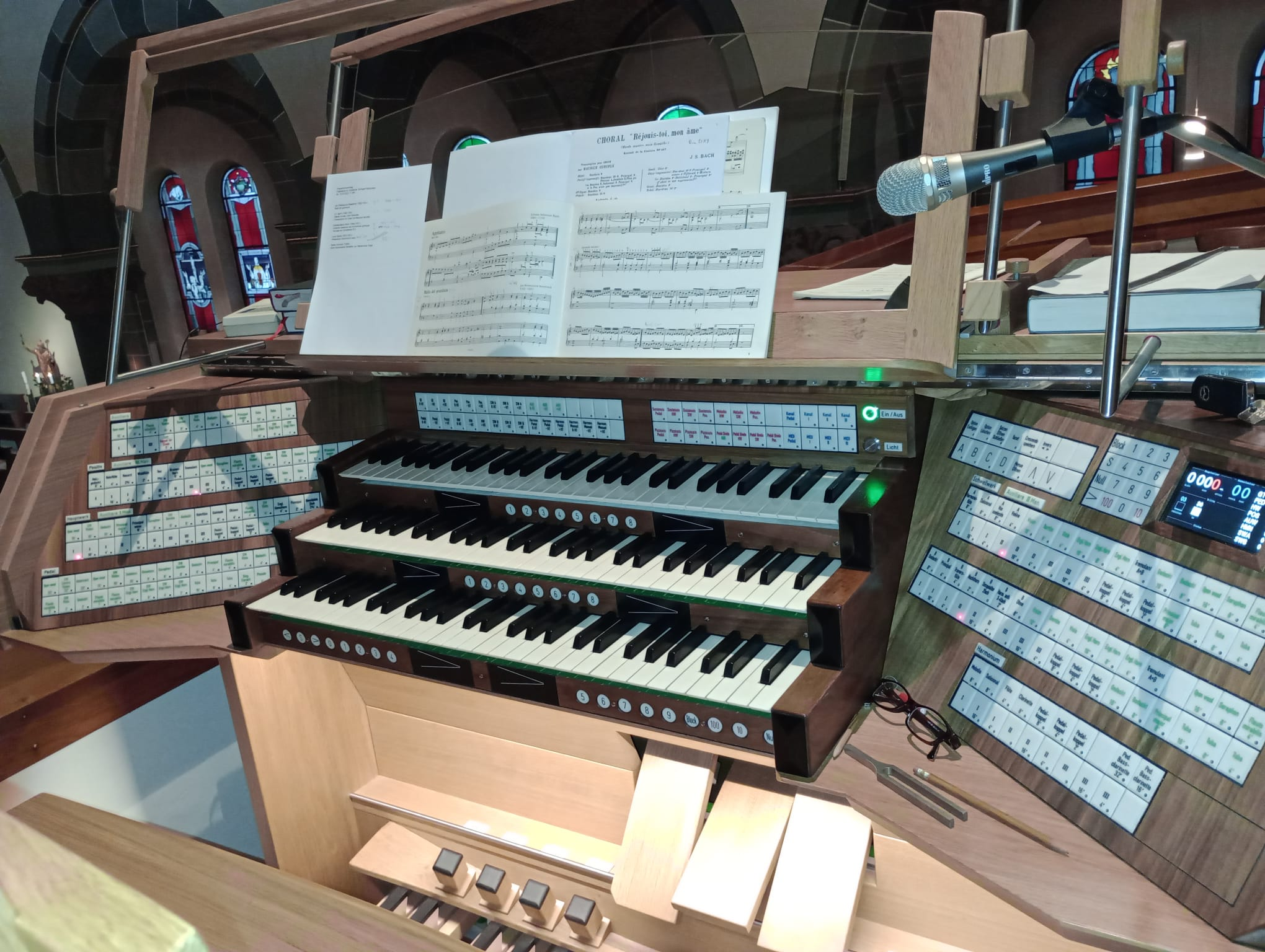
Spieltisch (2023)

2023 wurde von Thomas Gaida aus Wemmetsweiler eine neue Orgel unter Wiederverwendung von Windladen und Pfeifenwerk der Vorgängerorgel erbaut. Das dreimanualige Instrument verfügt über elektrische Kegelladen und hat 37 Register. Nur 43 Pfeifen wurden neu angefertigt, alle anderen stammen entweder aus dem Vorgängerinstrument oder aus ausgemusterten Orgeln. Die fünf Manualwerke sowie sämtliche Auxiliarregister können jedem Manual frei zugeschaltet werden. Die Disposition lautet:
| Hauptwerk C–g3 |                   |       |
| 1.             | Principal minor   | 8′    |
| 2.             | Rohrflöte         | 8′    |
| 3.             | Quintade          | 8′    |
| 4.             | Octave            | 4′    |
| 5.             | Englisch Gemshorn | 4′    |
| 6.             | Rauschpfeife II   | 2 ⁄3′ |
| 7.             | Prinzipal         | 2′    |
| 8.             | Mixtur IV         | 1 ⁄3′ |
| 9.             | Trompete          | 8′    |

| Positiv C–g3 |             |        |
| 10.          | Holzgedackt | 8′     |
| 11.          | Rohrflöte   | 4′     |
| 12.          | Nasard      | 2 ⁄3′  |
| 13.          | Waldflöte   | 2′     |
| 14.          | Terz        | 1 3⁄5′ |
| 15.          | Krummhorn   | 8′     |
|              | Tremulant   |        |

| Schwellwerk Lade A C–g3 |               |    |
| 16.                     | Harmonieflöte | 8′ |
| 17.                     | Salicional    | 8′ |
| 18.                     | Vox coelestis | 8′ |
| 19.                     | Violine       | 4′ |

| Schwellwerk Lade B C–g3 |                          |    |
| 20.                     | Gedackt                  | 8′ |
| 21.                     | Principal                | 4′ |
| 22.                     | Traversflöte             | 4′ |
| 23.                     | Nachthorn                | 2′ |
| 24.                     | Sesquialter II           |    |
| 25.                     | Harmonia aetheria III–IV |    |
| 26.                     | Oboe                     | 8′ |
|                         | Tremulant Lade A + B     |    |

| Harmonium C–f3 |            |    |
| 27.            | Melodia    | 8′ |
| 28.            | Salicional | 8′ |
| 29.            | Flöte      | 4′ |
| 30.            | Clarinette | 8′ |

| Auxiliarregister C–g3 |                                           |               |
| 31.                   | Open Wood / Seraphon / 0 Flauto mirabilis | 16′ - 8′ - 4′ |
| 32.                   | Violon / Gambe / Viola                    | 16′ - 8′ - 4′ |
| 33.                   | Gedackt                                   | 16′ - 8′ - 4′ |
| 34.                   | Principal major                           | 8′            |
| 35.                   | Englisch Horn                             | 16′ - 8′ - 4′ |
| 36.                   | Tuba                                      | 16′ - 8′ - 4′ |

| Pedal C–g1 |                                                     |                                      |
|            | Open Wood / Seraphon / Flauto mirabilis (= Nr. 31)0 | 32′ - 16′ - 8′ - 4′ - 2′ - 1′ - 1⁄2′ |
|            | Violon / Gambe / Viola (= Nr. 32)                   | 32′ - 16′ - 8′ - 4′ - 2′             |
|            | Subbass / Gedacktbass (= Nr. 33)                    | 32′ - 16′ - 8′ - 4′ - 2′             |
|            | Octavbass (= Nr. 34)                                | 8′ - 4′ - 2′                         |
|            | Englisch Horn (= Nr. 35)                            | 16′ - 8′ - 4′ - 2′                   |
|            | Tuba (= Nr. 36)                                     | 16′ - 8′ - 4′ - 2′ - 1′              |
| 37.        | Bassclarinette                                      | 32′ - 16′                            |

- Koppeln: jeweils werkbezogene Koppeln zu den drei Manualen, Sub- und Superkoppeln, Melodiekoppeln, Pizzicatokoppeln sowie Pedalkoppeln (auch als Superkoppeln).
- Spielhilfen: Setzeranlage (9.999 Kombinationen), Sforzando, frei wählbare Pedalteilung in Pedalbass und Pedaldiskant mit werkbezogenen Pedal-divide-Koppeln, Sequenzer vorwärts und rückwärts (invertierbar), Sostenuto, drei Schwelltritte (Schwellwerk, Registercrescendo), werkbezogene Transponiereinrichtung

## Glocken
Im Turm befindet sich ein vierstimmiges Glockengeläut. Die Glocken in Graueisenguss wurden 1920 von Heinrich Humpert bei Buderus in Wetzlar gegossen.
| Glocke | Durchmesser | Gewicht  | Schlagton |
| ------ | ----------- | -------- | --------- |
| 1      | 1400 mm     | 1090 kg0 | e’+2      |
| 2      | 1160 mm     | 720 kg   | g’-2      |
| 3      | 1000 mm     | 500 kg   | a’-9      |
| 4      | 0950 mm     | 380 kg   | h’-5      |